# Metallata adjuncta
Metallata adjuncta là một loài bướm đêm trong họ Erebidae.